# Bill Prady
Bill Prady, all'anagrafe William Scott Prady (Detroit, 7 giugno 1960), è uno sceneggiatore e produttore televisivo statunitense.

## Biografia
Ha lavorato per alcune importanti sitcom americane come Sposati... con figli, Dharma & Greg, Una mamma per amica e per la serie TV di fantascienza Star Trek: Voyager.
È stato anche produttore esterno e co-creatore della sitcom The Big Bang Theory.